# جائزة فرنسا الكبرى للدراجات النارية 2012
جائزة فرنسا الكبرى للدراجات النارية 2012 هو سباق دراجات نارية أقيم بتاريخ 20 مايو 2012 في لو مان. كان الجولة الرابعة من أصل 18 في سباق الجائزة الكبرى للدراجات النارية موسم 2012. فاز الإسباني خورخي لورنزو بفئة الموتو جي بي بينما جاء الإيطالي فالنتينو روسي في المركز الثاني وحصل على المركز الثالث الأسترالي كيسي ستونر.

## وصلات خارجية
- الموقع الرسمي